# 備後落合站

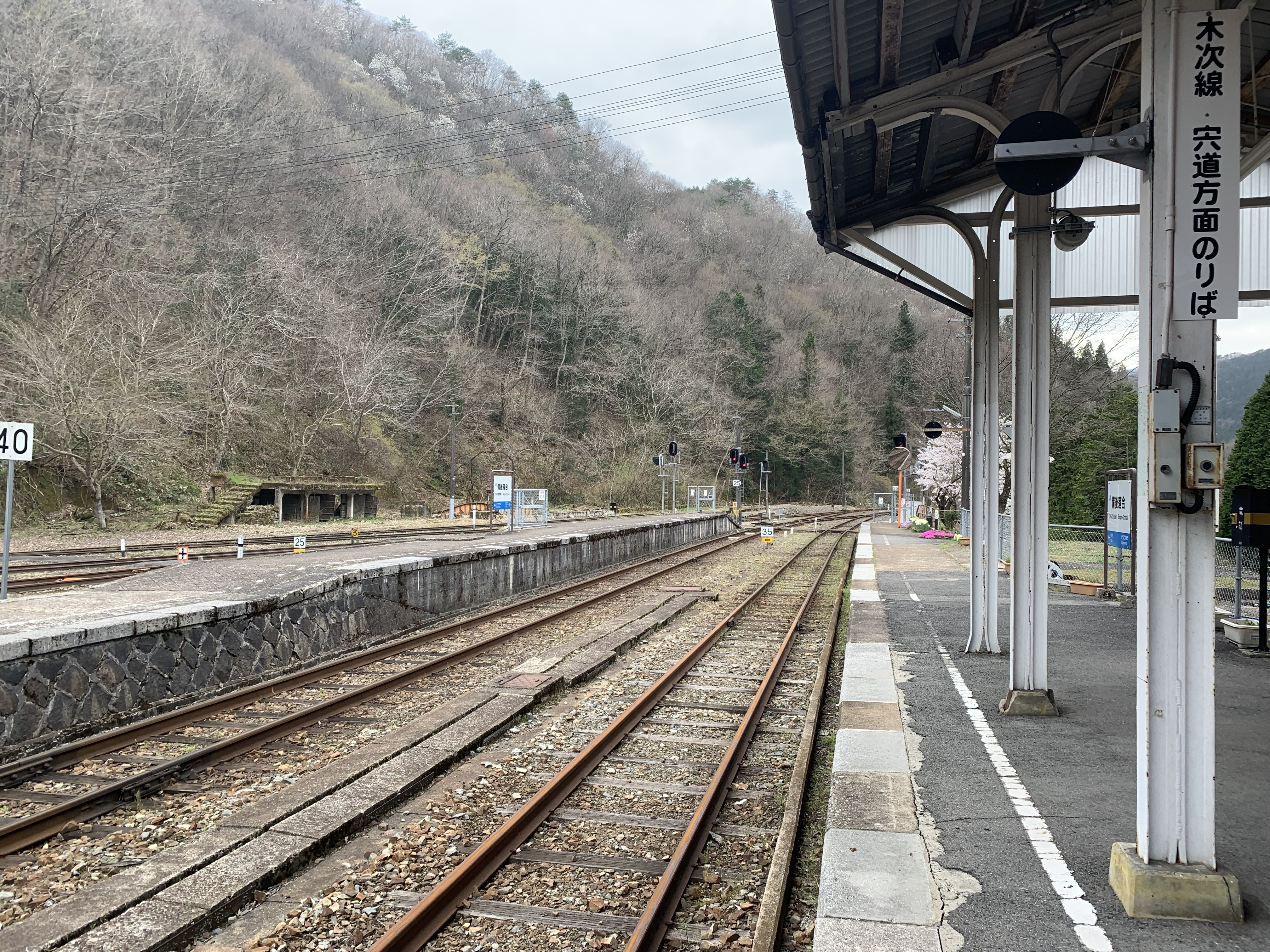
月台（2021年4月）

備後落合站（日语：／ Bingo Ochiai eki */?）是位於廣島縣庄原市西城町八鳥，屬於西日本旅客鐵道（JR西日本）的藝備線和木次線的車站。

## 概要
此站的所屬線是藝備線，同時為木次線的終點站。車站位於中國山地山中，於1935年（昭和10年）啟用。在1937年（昭和12年），木次線駛入此站，成為備北地區的據點站之一。在車站內設有機車區宿舍、維護路軌車輛停泊區、通信分區，有一段時間曾經有超過200位職員執行業務。當時車站職員需要為準急/急行「千鳥」等優等列車進行機車替換、結併和分離車廂和進行列車折返作業。站前設有2間旅館、的士站、餐廳和理髪店，當時此處也被稱為「落合銀座」。但隨著列車由蒸氣機車改為使用柴油列車，車站職員數目開始減少。加上車站周邊人口減少、道路網開始發達，同時使用人次也開始減少。
進入平成時代，此站只有一人控制列車。車站使用人次也繼續減少，車站內只有3名車站職員當值，職員業務負責木次線列車的運行管理和售票業務。1997年（平成9年）3月22日的時間表修正中，木次線（此站至出雲坂根站之間）的列車由庄原的列車集中控制所 (CTC) 自動控制，此站便不再需要車站職員當值，同日起成為無人車站。截至2018年（平成30年）12月，除了列車出發和到達外，不會看見乘客在車站內，曾經車站前有許多商店，這些商店都已經結業。使此站成為「秘境車站」中的終點站，吸引了鐵道迷的注意。在車站附近住了前國鐵機車司機，他們會前往車站內與周邊進行打掃和參與當地的鐵路迷和觀光協會活動。近年車站使用人次有輕微增加的傾向。車站內沒有自動售票機，在乘車時於車內領取整理券，在下車時於車內付車費。駛入此站的列車中，3個方向的列車均為KiHa120形，但是所屬車廠均不相同。
曾經於車站構內設有機車車廠、轉車盤、供水塔、煤炭儲存庫。車站鄰接備後落合宿舍。在車站旁設有鐵路官舍。截至在2009年（平成21年），機車車廠已經撤走。煤炭儲存庫和轉車盤。
此站為JR西日本的岡山分社、米子分社、廣島分社的邊界。包括小火車「奧出雲大蛇號」在內，所有列車均在此站折返。但是，三次方向的列車會夜間停泊，因此車站大樓設有乘務員宿舍。
此站為木次線和藝備線的轉車站。在定期列車方面，三次方向1日只有5班，木次、新見方向各只有3班（3個方向每日只有11班）。班次十分疏落。因此若需要在此站轉乘，需要十分注意班次時間。
包括此站在內，車站前後區間都是不時發生暴雨和大雪，使鐵路服務中止。暴雨情況多發生在三次方向，大雪情況多發生在木次和新見方向。冬天積雪過多時，經常出現直至春天也不進行除雪作業，而安排代行巴士的情況。

## 歷史
- 1935年（昭和10年）12月20日 - 國有鐵道庄原線 此站至備後西城站之間開業，此站啟用。
  - 當時車站地址為廣島縣比婆郡美古登村（日语：美古登村）八鳥。
- 1936年（昭和11年）10月10日 - 三神線 小奴可站至此站之間開通。庄原線編入至三神線，備中神代站至備後十日市站（現時：三次站）之間為三神線。此站成為三神線車站。
- 1937年（昭和12年）
  - 7月1日 - 隨著藝備鐵道國有化，備中神代站至廣島站之間成為藝備線。此站成為藝備線車站。
  - 12月12日 - 木次線全線開通（八川站至備後落合站之間開通），此站成為轉車站。
- 1942年（昭和17年）2月11日 - 隨著西城町（日语：西城町）（第二次）成立，車站地址變為廣島縣比婆郡西城町八鳥。
- 1954年（昭和29年）3月31日 - 隨著西城町（第三次）成立，車站地址變為廣島縣比婆郡西城町八鳥。
- 1972年（昭和47年）9月1日 - 結束貨物起卸業務[7]。
- 1983年（昭和58年）10月31日 - 結束車站售票業務（改為委托站前旅館，成為簡易委託車站）。
- 1986年（昭和61年）11月1日 - 再次開始車站售票業務（中止簡易委託）。
- 1987年（昭和62年）4月1日 - 伴隨國鐵分割民營化，車站由西日本旅客鐵道（JR西日本）營運。
- 1990年（平成2年）11月1日 - 車站商店結業[8]。
- 1997年（平成9年）3月22日  - 在當日時間表修正後成為無人車站[3]。
- 2002年（平成14年）3月23日 - 取消駛入此站的最後急行列車「千鳥」和「帝釋」[2]。
- 2005年（平成17年）3月31日 - 隨著庄原市（第二次）成立，車站地址變為廣島縣庄原市西城町八鳥。
- 2006年（平成18年）
  - 7月18日 - 發生大雨，使此站至比婆山站之間有大規模山泥傾瀉，藝備線此站至備後西城站之間不能通行。
  - 7月20日 - 隨著藝備線部分路段不能通行，開設代行巴士。
- 2007年（平成19年）4月1日 - 藝備線修復工程完成，全線重開。

## 車站構造
車站是一座地面車站，設有1面1線的單式月台和1面2線的島式月台，共有2面3線的月台。車站大樓位於木次線月台側，木次線單式月台與藝備線島式月台之間設有站內平交道連接。在車站所用當時設有跨線橋，在太平洋戰爭中撤走。車站設有男女共用廁所。

### 月台
| 月台 | 路線   | 上下行 | 方向               | 備註                |
| ---- | ------ | ------ | ------------------ | ------------------- |
| 1    | 木次線 | -      | 出雲橫田、木次方向 |                     |
| 2    | 藝備線 | 下行   | 三次、廣島方向     | 部分列車使用3號月台 |
| 3    | 藝備線 | 上行   | 新見方向           |                     |

- 在3號月台外側設有數條側線。在信號系統上，從新見出發的列車可直接進入2、3號月台。如需駛入木次線，需要進入側線，然後進入2號月台，才可駛入木次線內。但是，在2015年（平成27年）3月14日時間表修正後，沒有定期列車再使用該側線，只有臨時列車運用。在2004年夏天，當時設有行走新見站至出雲坂根站之間的快速奧出雲號。
- 在此站的信號機配置中，各月台分別可以從不同方向進入車站和往不同方向出發。當中，1號月台：從木次方向到達，往木次方向出發。2號月台；從三次或木次方向到達，往所有方向出發。3號月台和3號月台外側的側線；從新見或三次方向到達，往新見或三次方向出發。
- 1號月台的路軌東邊與2號月台匯合，使木次線到達列車（或機車）可以進行編解。（1號月台東邊沒有出發信號機。）
- 曾經在現時2、3號島式月台上設有當地的立食蕎麥麵·烏冬店（日语：立ち食いそば・うどん店）「環翠樓」，該店的名物為「關東煮烏冬」[9]。另外，此站也有發售車站便當的商店。在1990年3月10日時間表修正中，優等列車急行「千鳥」廢止，同年10月31日於站內所有商店結業。「關東煮烏冬」隨後在車站入口附近販賣[2]。

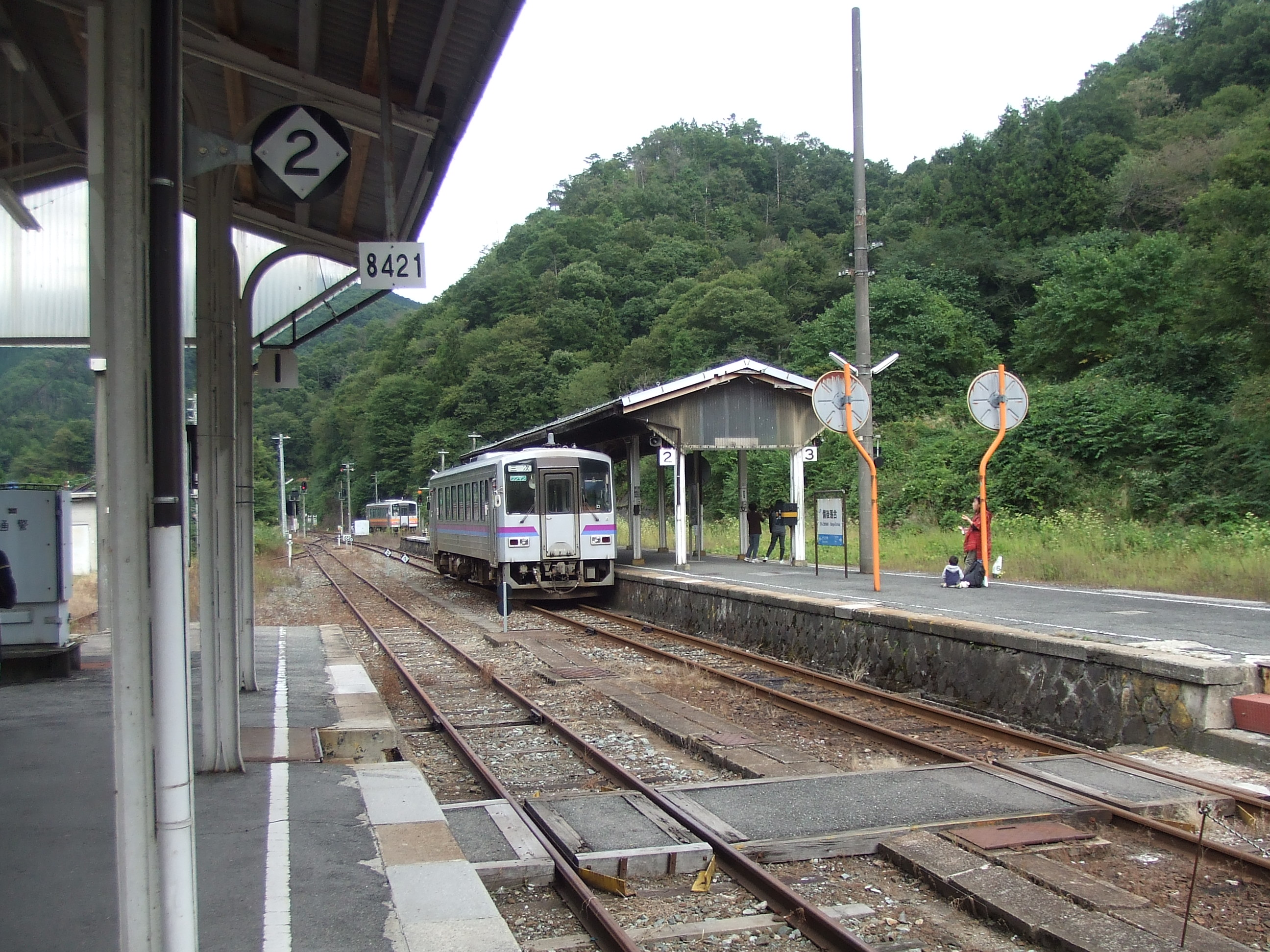
從1號月台望向站內平交道與2、3號月台（2010年9月）
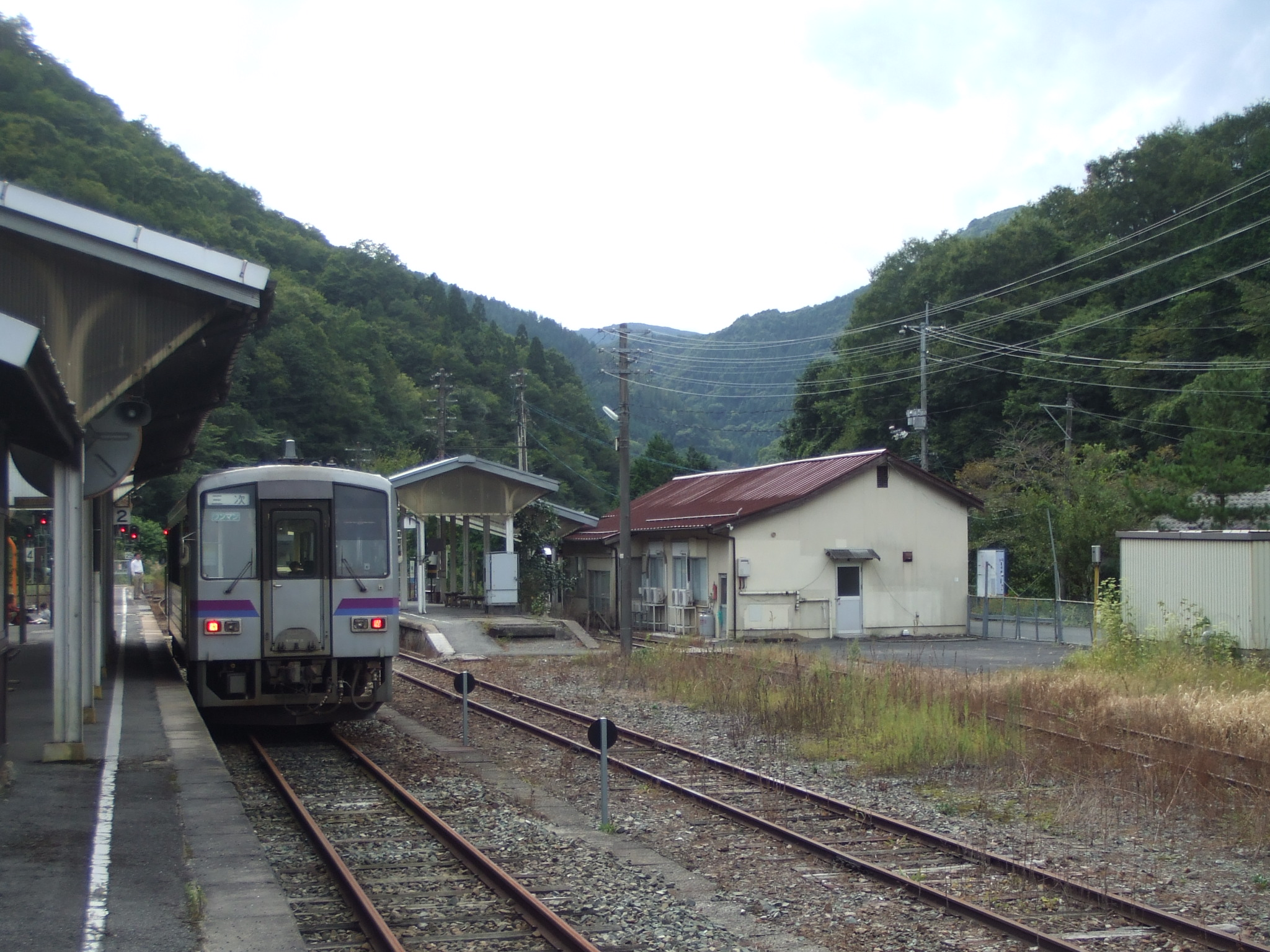
從2、3號月台望向1號月台與車站大樓（2010年9月）
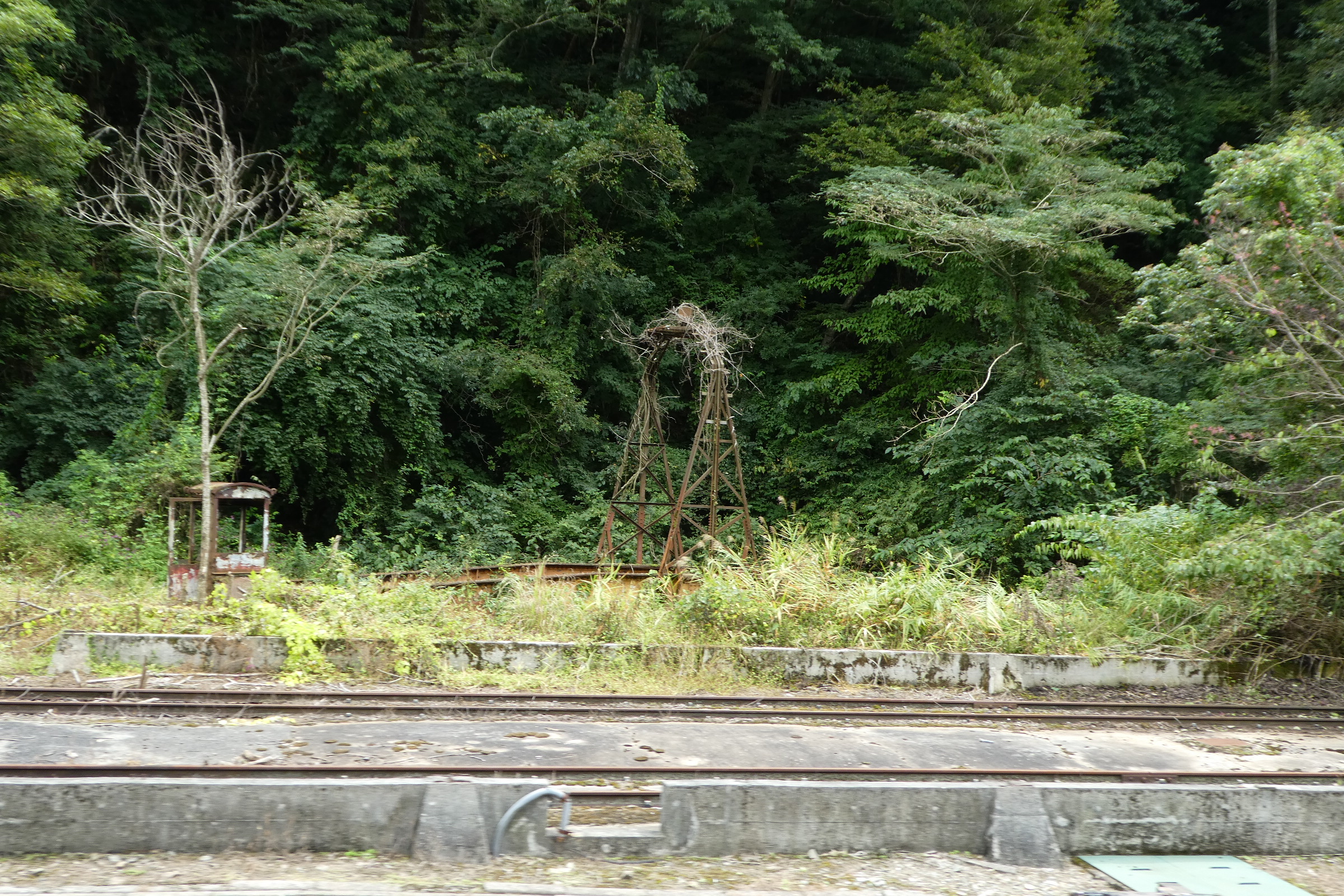
轉車盤遺址（2017年9月）

## 使用狀況
以下為近年1日平均乘車人次列表。
| 年度               | 1日平均 乘車人次 | 參考資料      |
| ------------------ | ---------------- | ------------- |
| 1981年（昭和56年） | 42               |               |
|                    |                  |               |
| 2002年（平成14年） | 26               | [ 10 ]        |
| 2003年（平成15年） |                  |               |
| 2004年（平成16年） |                  |               |
| 2005年（平成17年） |                  |               |
| 2006年（平成18年） |                  |               |
| 2007年（平成19年） |                  |               |
| 2008年（平成20年） |                  |               |
| 2009年（平成21年） |                  |               |
| 2010年（平成22年） |                  |               |
| 2011年（平成23年） | 21               | [ 11 ]        |
| 2012年（平成24年） | 17               | [ 11 ]        |
| 2013年（平成25年） | 17               | [ 11 ]        |
| 2014年（平成26年） | 15               | [ 11 ] [ 12 ] |
| 2015年（平成27年） | 16               | [ 11 ]        |
| 2016年（平成28年） | 13               | [ 11 ]        |
| 2017年（平成29年） | 13               | [ 11 ]        |
| 2018年（平成30年） | 13               |               |

## 車站周邊
車站位於山中。於站前並行的為國道183號和西城川支流小鳥原川。由此站連接國道的道路為廣島縣道234號備後落合停車場線，該縣道跨越小鳥原川（站前橋），全長90米。
在站前沒有商店，只有兩間空屋。曾經在縣道上，靠川一方設有美容院、報紙販賣店和道後的士營業所。截至2013年10月，只剩下的士營業所的建築物遺蹟。在縣道接近小鳥原川處設有大型木造2層高建築物，該建築物原本是一間旅館。該旅館是讓深夜到達的列車乘客在此處休息，等候翌日轉乘早上的列車。現時再沒有住宿服務，在建築物前設有售賣香煙的古老陳列櫃，並繼續售賣香煙。
- 國道183號（日语：国道183号）
- 國道314號（日语：国道314号）
- 道後的士落合營業所
- 西城交通（日语：西城交通）落合站前巴士站
- 備後落合簡易郵局
- 庄原警署八鉾警官駐在所
- Drive-in落合（此站以西1公里處，在冬天售賣備後落合站名物關東煮烏冬）
- 一之組集會所

## 相鄰車站
西日本旅客鐵道（JR西日本）
 藝備線
■快速（只有到達列車）
道後山→備後落合
■普通（於此站需轉乘另一架列車）
道後山－備後落合－比婆山
 木次線（只有普通列車）
油木－備後落合

## 注腳

## 外部連結
- 備後落合｜車站資訊：JR出門網 - 西日本旅客鐵道（日語）